# Кинофантастика в 1950-х годах
«Холодная война», начавшаяся практически сразу после окончания Второй мировой, стала одним из основных мотивов кинофантастики 1950-х годов — как скрытых, так и явных. Мотив соперничества проявлялся как в фильмах о полётах в космос, так и в триллерах о нашествиях пришельцев и гигантских чудовищ («Они!», 1954), которые сами по себе были ясной метафорой вражеского вторжения. В лучших образцах кинофантастика этого времени пыталась подняться над противостоянием и напомнить людям, что раздоры смертельно опасны для всего человечества в целом («День, когда остановилась Земля», 1951).
Фантастика активно использовалась в фильмах, ставивших острые вопросы о смысле прогресса и препятствиях на его пути. В этом смысле представляет особенный интерес фильм Александра Маккендрика «Человек в белом костюме» (The Man in the White Suit, 1951) — в нём герой изобретал новый полимерный материал, одежда из которого не пачкалась, не мялась и не изнашивалась, только для того, чтобы обнаружить, что его изобретение не нужно ни промышленникам, которые не желают перестраивать производство одежды, ни рабочим, которые боятся из-за новинки потерять работу.
Некоторые художественно значительные работы того времени, будучи по сути фантастикой, пользовались только инструментарием реалистического кино — например, «На берегу» (1959) — экранизация знаменитого одноимённого романа-предупреждения Невила Шюта.

## В космос
Одним из главных прорывов в кинофантастике стал вышедший в 1950 году фильм продюсера Джорджа Пала и режиссёра Ирвинга Пичела «Место назначения — Луна» (Destination: Moon), поставленный по роману Роберта Хайнлайна Ракетный корабль «Галилео» и при его деятельном участии. В этом фильме прогрессивно мыслящие американские промышленники объединяют усилия для того, чтобы выиграть у русских космическую гонку (в отличие от американского правительства, они понимают, что отставание в космосе — отставание стратегическое). Прогрессистский пафос фильма оказался отлично сочетаем с тщательно соблюдёнными представлениями того времени об обстоятельствах космического полёта; в целом сюжет получился удивительно близок к состоявшимся через два десятилетия лунным экспедициям «Аполлонов». Визуальное решение фильма тоже было выверенным и точным благодаря тому, что художником-постановщиком на съёмках работал знаменитый художник-фантаст Чесли Боунстелл. Характеры персонажей были совершенно по-хайнлайновски выверены и чётко очерчены. В итоге фильм оказался кассовым хитом, удостоился «Оскара» за спецэффекты и задал стандарты качества кинофантастики на всё следующее десятилетие.
Вышедший в том же году фильм Курта Ньюманна «Ракета Икс-Эм» (Rocketship X-M) обозначил другой подход к той же теме — массово-развлекательный. Первый полет на Луну из-за аварии оборачивается неудачей, но взамен экипаж в качестве компенсации высаживается на Марс. Там астронавты находят остатки цивилизации, которая когда-то уничтожила себя ядерным оружием. Фильм стал одной из первых попыток сделать малобюджетное научно-фантастическое кино, чем список его достижений исчерпывается полностью.
Другой темой, открытой кинофантастикой в этот период, была глобальная катастрофа. В фильме режиссёра Рудольфа Мате «Когда миры столкнутся» (When Worlds Collide, 1951) астрономы предсказывают, что «блуждающая планета» из-за пределов Солнечной Системы пролетит очень близко от Земли, из-за чего приливные эффекты неизбежно уничтожат человеческую цивилизацию и на многие века превратят нашу планету в вулканический ад. Усилия тех, кто не потерял надежды, направлены на постройку спасательного корабля, на котором несколько сотен человек смогут спастись, перелетев на «блуждающую планету» (вопрос, почему она, в свою очередь, не превращается в вулканический ад, фильм не затрагивает).
Настоящим триумфом космической НФ стала «Запретная планета» (Forbidden Planet, 1956) Фреда Уилкокса. Сюжет фильма был своеобразным научно-фантастическим переложением «Бури» Шекспира — притчей о границах власти человека над его сознанием. Экипаж космического корабля высаживается на некогда колонизированную планету, которая ныне почти безжизненна. Единственные её обитатели — учёный, его красавица-дочь и созданный им робот-дворецкий. На планете внезапно обнаруживается невидимое чудовище, которое пытается уничтожить экипаж корабля. Вскоре выясняется, что монстр — невольное порождение подсознания учёного.
Парадоксально, но несомненно соотносится с темой выхода человечества в космос фильм Джека Арнольда «Невероятно уменьшающийся человек» (The Incredible Shrinking Man, 1957), поставленный по мотивам одноимённого философского триллера Ричарда Матесона. Герой фильма попадает в неизвестно откуда взявшееся радиоактивное облако и вследствие этого начинает постепенно уменьшаться — сначала немного, затем сильнее, потом становится ростом с ребёнка, затем ему приходится поселиться в кукольном домике. Спасаясь от собственной кошки, он падает в подвал и выбраться оттуда уже не может. Он борется за жизнь, разыскивая не растащенные мышами крошки, чуть не тонет из-за прохудившегося бака с водой, сражается с пауком… В конце концов, он становится так мал, что пролезает сквозь ячейки москитной сетки, закрывающей подвальное окошко, и оказывается в саду. Здесь он обнаруживает, что перешёл в новое качество — ему больше не нужна еда, а в окружающем мире ему кажутся важными только бесконечно далёкие звёзды, до которых, став немыслимо крохотным и освободившись от власти тела, он теперь может дотянуться. Бесконечно малое смыкается с бесконечно великим.
Хотя фильм с неизбежностью отказался от многих затронутых в романе смысловых пластов, он получился достаточно нетривиальным, чтобы заметно выделяться на фоне «типичной» кинофантастики того времени.

## Вторжения извне
Среди экранизаций того времени выделяются «Нечто из иного мира» (The Thing from Another World, 1951) Кристиана Найби по знаменитой новелле Джона Кэмпбелла «Кто ты?» (ремейк этого фильма в 1982 году поставил Джон Карпентер), «Война миров» (The War of the Worlds, 1953) Байрона Хэскина (действие романа Уэллса было перенесено в США 1950-х годов и вместо боевых треножников марсиане использовали летающие тарелки), «Вторжение похитителей тел» (Invasion of the Body Snatchers, 1956) Дона Сигела (классический триллер Джека Финнея выдержал с тех пор несколько новых киновоплощений). Идея «Вторжения похитителей тел» более глубоко была разработана в фильмах Вэла Геста «Эксперимент Куотермасса» (1955) и «Куотермасс-2» (1957), поставленных на студии Хаммер, где напрямую не ассоциирующегося с холодной войной. Вторжение инопланетян поначалу не осознается и не поддаётся пониманию людей, столкнувшихся с неизвестными науки формами жизни.
Из фильмов, оттолкнувшихся от опыта литературной фантастики, но не являющихся прямыми экранизациями заметных произведений, достойны отдельного упоминания «День, когда Земля замерла» (The Day the Earth Stood Still, 1951) Роберта Уайза — достаточно сложный для своего времени фильм о летающей тарелке, которая садится в центре Вашингтона. Контакт с человеком из космоса Клаату (Майкл Ренни), представителем галактического союза цивилизаций, начинается с того, что военные неверно истолковывают намерения Клаату и ранят его. Это вызывает ответную атаку неразрушимого робота-стража Горта, который в качестве демонстрации уничтожает боевым лучом вооружение землян, не трогая людей. Клаату очень быстро выясняет, что с американскими государственными деятелями ему говорить буквально не о чём и начинает искать пути добиться нужного ему результата иным способом. Он сбегает из тщательно охраняемой клиники и поселяется в городе, сняв комнату у обычной американской семьи. Узнав на своём опыте, чем живёт обычный человек, он находит профессора Барнхардта, которого просит созвать лучших учёных Земли и соглашается для большей убедительности провести сдержанную демонстрацию силы — на короткое время отключить на всей Земле (за исключением самолётов, госпиталей и других особо уязвимых объектов) электричество. На короткое время Земля буквально замирает. Военная операция по поиску Клаату заканчивается тем, что инопланетянин погибает. Робот Горт приносит его в летающую тарелку и оживляет, как поясняет Клаату, на короткое время, чтобы он мог произнести то, ради чего прилетел на Землю. От имени галактического союза цивилизаций Клаату предупреждает землян, что прогресс неизбежно приведёт нашу планету в союз звёздных миров, который не потерпит от новичков агрессивности и безответственности. Если земляне не смогут сами установить мир на своей планете, это сделают инопланетяне — и сделают так, что землянам это не понравится. Передав послание, Клаату и Горт возвращаются в летающую тарелку и улетают.

## Чудовища
В 1954 году на экраны выходит фильм режиссёра Джека Арнольда «Тварь из Чёрной Лагуны» (Creature from the Black Lagoon), который обозначил подход новой научно-фантастической эпохи к темам чудовищ. Фильм сочетал образ «научного триллера» с экзотическим антуражем: действие его происходило в притоках Амазонки, где зоологическая экспедиция сталкивается с реликтовой человекоподобной рептилией и пытается установить, не является ли она ответвлением человеческой эволюции.
Сюжет важного фильма Гордона Дугласа «Они!» (Them!, 1954) отталкивался от осознания опасности, которая может грозить человечеству из-за испытаний ядерного оружия. В пустыне в районе ядерного полигона появляются мутировавшие из-за радиации гигантские муравьи, которые нападают на людей. Усилия учёных и военных направлены на то, чтобы остановить начавшееся распространение этих гигантов и уничтожить все их гнёзда.
В том же году трагедия атомных бомбардировок вызвала к жизни в Японии другого монстра — Годзиллу. В знаменитом фильме режиссёра Исиро Хонда «Годзилла» (ゴジラ, 1954) чудовищная рептилия-мутант, появившаяся из-за повышения радиационного фона в районе американских ядерных испытаний в Тихом Океане, выходит на сушу и разрушает Токио. Образ, несмотря на свою гротескность, оказался чрезвычайно ёмким и живучим — фильм породил большую кинематографическую традицию, которая продолжается и по сей день.
Претерпел существенные изменения образ учёного в фантастике — гениальных маньяков, стремящихся к власти над миром, сменили более сложные образы исследователей, самые благие стремления которых оборачиваются катастрофой. Классическим примером фильма на эту тему стала «Муха» (The Fly, 1958) Курта Ньюманна. Герой этой картины изобрёл устройство телепортации, однако неосторожно при перемещении оказался в одной камере с мухой. Насекомое стало частично человеком, человек — частично насекомым. Не найдя способа повернуть изменения вспять, он оказывается вынужден покончить с собой, пока более примитивный разум насекомого не подчинил себе остатки его интеллекта.
- «Капля» (The Blob, 1958)

## Мистический триллер
Отдельным характерным направлением американской кинофантастики конца 1950-х — начала 1960-х годов стали камерные фильмы ужасов, традицию которых часто связывают с именем продюсера и режиссёра Уильяма Касла. Наиболее характерными фильмами этого класса считаются поставленные им «Дом на холме» (House on Haunted Hill), «Мурашки» (The Tingler, оба — 1959) и «13 призраков» (13 Ghosts, 1960).
«Дом на холме» заложил основы успеха целого направления в кино — это был фильм ужасов, в котором многие вещи были сделаны намеренно «чересчур», с таким расчётом, что зритель в какой-то момент перестанет воспринимать происходящее на экране всерьёз и начнёт просто развлекаться. По сюжету фильм больше напоминал аттракцион: эксцентричный миллионер Фредерик Лорен (Винсент Прайс) и его жена пригласили пять добровольцев, желающих провести ночь в доме с привидениями. Лорен организует для гостей разнообразные жутковатые приключения, которые в один прекрасный момент перестают быть забавными: выясняется, что его гости стали невольными соучастниками настоящего убийства, которое не то произошло, не то может произойти под прикрытием «шуток» хозяев дома. В отдельные моменты зритель уже не вполне понимал, смотрит он детективную драму или комедийный ужастик, а в избранных кинотеатрах действие фильма для усиления эффекта даже переносилось в зрительный зал: например, когда в одном из эпизодов появлялся оживший скелет, такой же скелет поднимался из секретного ящика возле экрана и освещался узким прожекторным лучом.
Примерно на такой же игре со зрителем был построен и фильм «Мурашки». На этот раз Винсент Прайс играл роль патологоанатома, который обнаруживает, что в позвоночнике каждого человека живёт паразит, который питается страхом — чем больше человек боится, тем активнее и больше становится паразит. Задавить его можно только громкими криком. Если вы чувствуете бегущий по спине холодок — это его след. Небогатая эта идея была реализована весьма эффектно, причём снова повезло зрителям нескольких избранных кинотеатров — без их ведома к спинкам кресел подводился ток безопасного напряжения, который включался в наиболее «страшных» моментах фильма и зритель физически чувствовал присутствие паразита в его собственной спине.
Развитием темы стал фильм «13 призраков», в котором разорившаяся семья вдруг получает в наследство старый дом, где долгие годы жил доктор Зорба — исследователь оккультного мира и изобретатель очков, позволяющих видеть привидения. В доме обитает также коллекция призраков, которых доктор Зорба вывез из разных уголков света. Игра Касла со зрителем на этот раз приняла более массовый характер — на всех сеансах зрителям выдавались «волшебные очки» с цветными светофильтрами, а фильм открывался эпизодом, где сам Касл объяснял с экрана публике, как этими очками пользоваться. Надевшие очки могли видеть на экране привидения, в то время как без очков привидений видно не было.
Трудами Уильяма Касла малобюджетные камерные фильмы ужасов вошли в моду и на протяжении 1960-х годов оставались весьма востребованным направлением жанрового кино. Среди высокобюджетных постановок подобного плана выделяется фильм Роберта Уайза «Призрак Дома на холме» (The Haunting, 1963), поставленный по мотивам романа Ширли Джексон. Фильм внешне напоминал похожий по названию фильм Касла, но был поставлен с гораздо большей серьёзностью и претензией (вполне оправданной) на психологическую глубину.
Непрямым следствием популярности фильмов Касла стало также обращение к жанру камерного фильма ужасов Альфреда Хичкока и появление знаменитого триллера «Психо» (Psycho, 1960).

## Фильмы ужасов студии Hammer
Британская кинофантастика во второй половине 1950-х отдала дань переосмыслению и обновлению традиции классических фантастических ужасов: на студии Hammer была поставлена целая серия чрезвычайно успешных фильмов, возродивших и решительно развивших традиции фильмов 1930-х годов. Эти постановки обычно представляли собой римейки популярных фильмов ужасов прошлых лет, однако их сюжеты были существенно переработаны. Серия примечательна также тем, что практически все вошедшие в неё фильмы были сняты в цвете — это было достаточно новым подходом для фильмов ужасов.
Ключевыми фигурами при создании этой серии фильмов были режиссёр Теренс Фишер, сценарист Джимми Сангстер и продюсер Энтони Хиндс. Серия заложила основу для звёздных карьер актёров Кристофера Ли и Питера Кашинга.
Серия была начата чрезвычайно успешным фильмом «Проклятие Франкенштейна» (The Curse of Frankenstein, 1957), в котором Питер Кашинг блистательно сыграл барона Франкенштейна, а Кристофер Ли выразительно, хотя и гораздо менее вдохновенно изобразил его Создание. Образ Франкенштейна безусловно доминирует в фильме, чем объясняется как появление в дальнейшем целой серии продолжений с тем же персонажем, так и постоянное переосмысление в этих продолжениях образа Создания.
Следующий фильм ужасов, поставленный на студии, сделал Кристофера Ли, исполнившего в нём заглавную роль, не менее яркой звездой, чем Кашинг. «Дракула» (Dracula, 1958) создал совершенно новый для кино образ вампира — жестокого человекоподобного хищника. Этот образ быстро закрепился в кинематографе и мало менялся на протяжении примерно двух десятилетий. Питер Кашинг в этом фильме сыграл Ван Хелсинга, ещё одну свою классическую роль, рисунок которой он впоследствии регулярно повторял в других фильмах.
Дуэт Кашинга и Ли сработал и в британской версии «Мумии» (The Mummy, 1959), которая была принята публикой без большого энтузиазма, хотя и породила несколько продолжений в следующем десятилетии. Интерес представляют также другие фильмы-римейки «хаммеровского» цикла — например, «Два лица доктора Джекила» (The Two Faces of Dr. Jekyll, 1960), «Проклятие оборотня» (The Curse of the Werewolf, 1961) и «Призрак Оперы» (The Phantom of the Opera, 1962).

## Трэш
Фантастика пользовалась значительной популярностью, что привело к бесконечным повторениям одних и тех же удачно найденных сюжетов и образов и появлению во второй половине десятилетия очередной волны трэш-фантастики, примером которой могут служить «Этот остров Земля» (This Island Earth, 1955) или знаменитый «худший фильм всех времён» «План 9 из открытого космоса» (Plan 9 from Outer Space, 1959). В значительной степени эти фильмы опошлили и принизили в массовом сознании вполне серьёзные темы, поднятые их предшественниками.
Изредка, впрочем, фильмы, сознательно снимавшиеся как «махровый трэш», благодаря чувству юмора их создателей оказывались в числе «внезапной классики» кинематографа — например, это произошло с фильмом Роджера Кормана «Маленький магазинчик ужасов» (The Little Shop of Horrors, 1960). «Магазинчик» был снят «на коленке» всего за 27 тысяч долларов, однако приобрёл культовый статус и долгую экранную жизнь, а впоследствии даже стал основой одноимённого бродвейского мюзикла.